# Biserica La Luz del Mundo
Biserica Coloanei lui Dumnezeu și sprijinul adevărului "Lumina lumii" (La Iglesia del Dios Vivo Columna y Apoyo de la Verdad «La Luz del Mundo») sau pur și simplu "Lumina lumii" («La Luz del Mundo») este o organizație creștină prezentă în diferite țări, al cărei sediu este situat în orașul mexican Guadalajara. Este înregistrată la Secretariatul de Interne din Mexic cu cheia SGAR 7.

## Istoric
A fost fondată în Guadalajara la 6 aprilie 1926 de către Eusebio Joaquín González (1898-1964), mexican religios. Organizația a fost condusă de Samuel Joaquín Flores, fiul fondatorului, din 1964 până la moartea sa, în 2014, când fiul său Naason Joaquín García i-a succedat. 

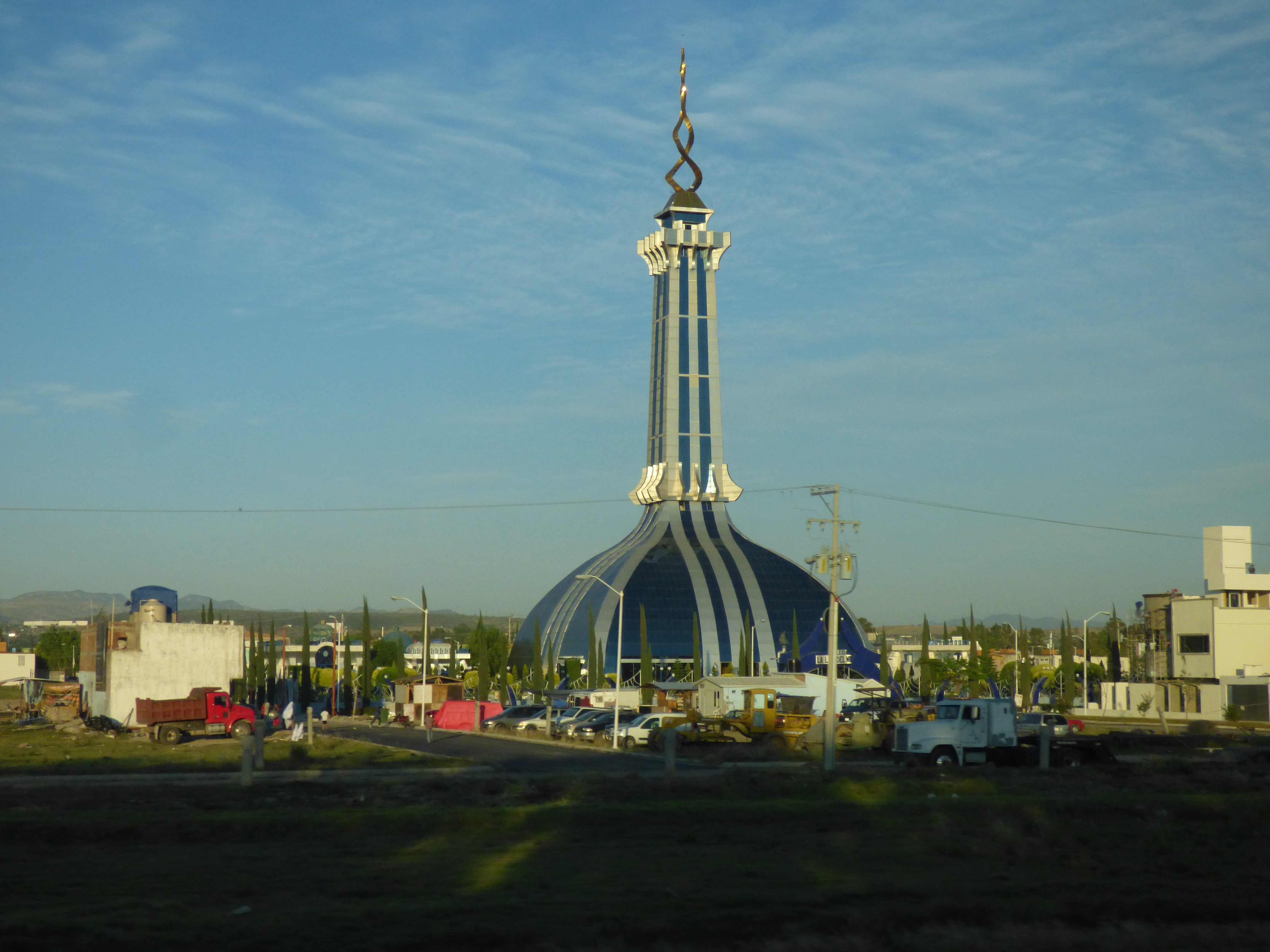
Templo de la Luz del Mundo în Silao, Gto.
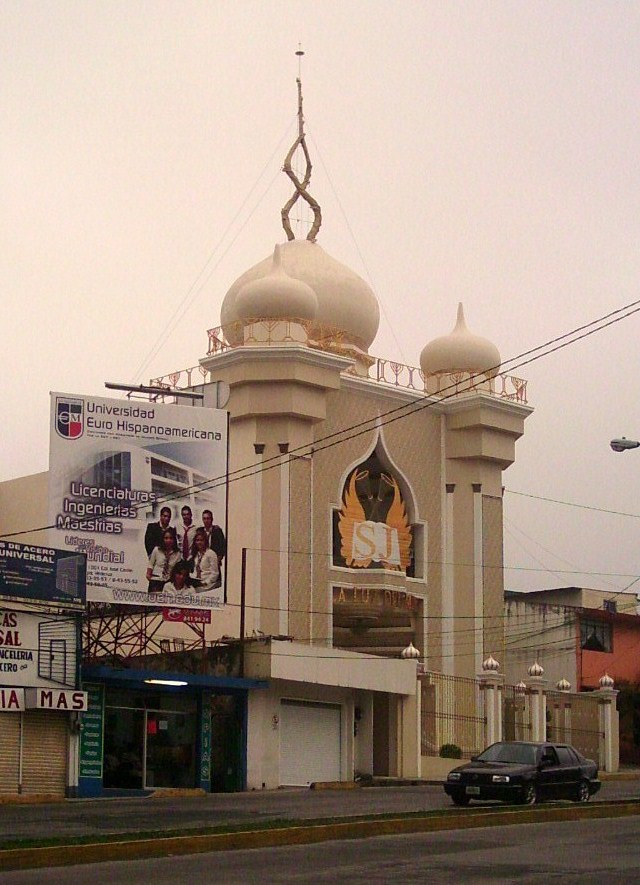
Templo de la Luz del Mundo din Xalapa, Veracruz.
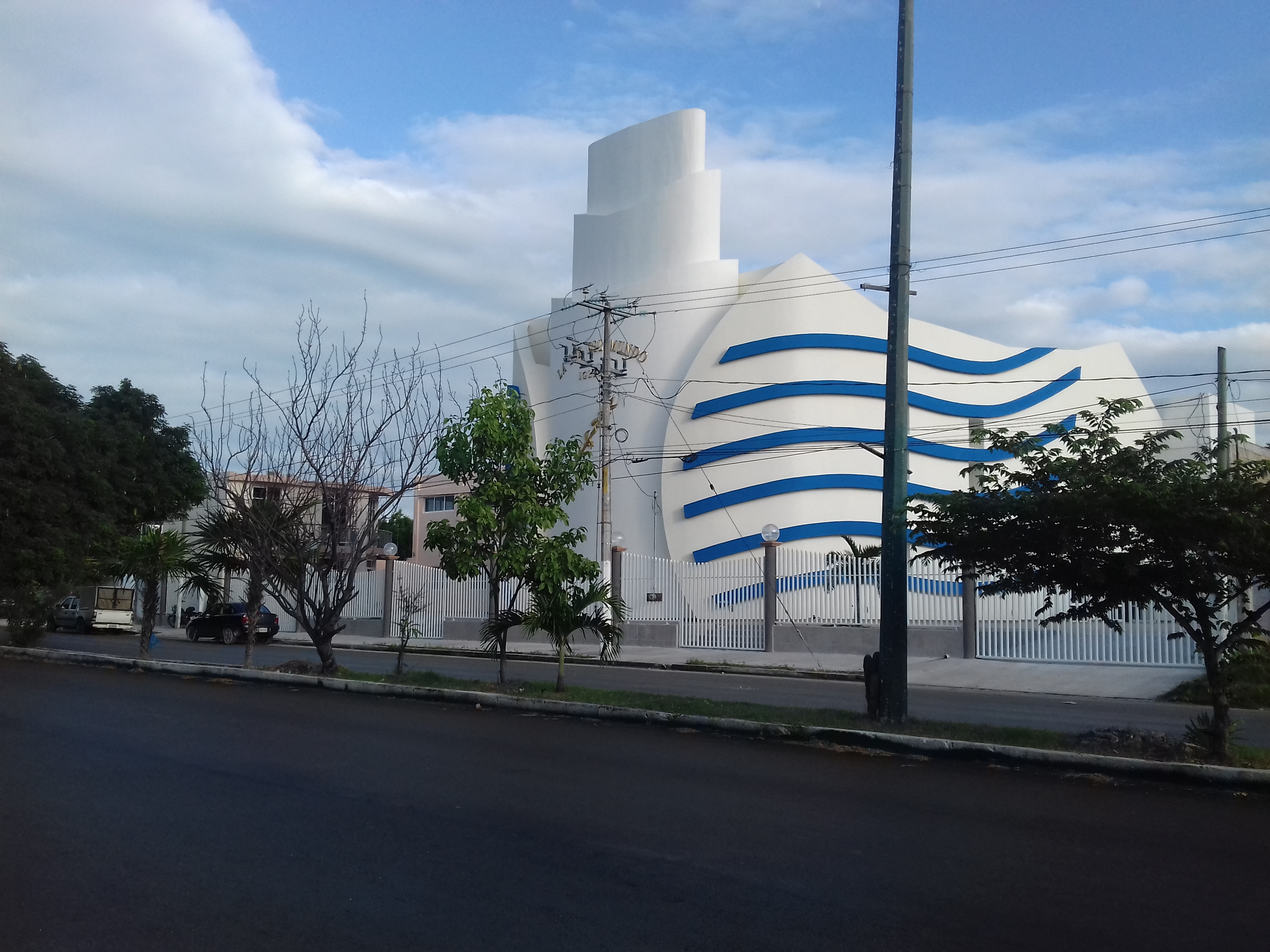
Biserica La Luz del Mundo din Cancún, Mexic în 2017.

## Membri
Potrivit datelor oficiale ale Institutului Național de Statistică și Geografie (INEGI), până în 2000, La Luz del Mundo avea mai puțin de două sute de mii de membri în Mexic în timp ce pentru anul 2010 a avut aici 188.326 de membri. Acest lucru diferă considerabil de statisticile proprii ale organizației, care au vorbit în 2000 de aproximativ 1,5 milioane de adepți în Mexic și aproximativ 5 milioane de adepți în total, adăugând celelalte 28 de țări în care este prezentă. De asemenea, potrivit site-ului său oficial, în 2014 ar fi făcut un total de 5 milioane de botezuri în 50 de țări. S-a afirmat că este biserica cu cel mai mare număr de credincioși în Mexic, după Biserica Catolică . 

## Origine
Conform dogmei sale, este "adevărata biserică", fondată de Isus Hristos în secolul I, restaurată în 1926 de Eusebio Joaquín González.  
Deși se consideră ea însăși doar o biserică creștină, unii savanți o clasifică ca parte a mișcărilor religioase ale penticostalismului unicitar, datorită originii și practicilor sale religioase.  

## Doctrină

### Doctrina fundamentală
La Luz del Mundo își stabilește principiile plecând de la Biblie, singura și suficientă regulă a credinței. Credința ei este monoteistă și crede că Isus Hristos este Fiul lui Dumnezeu și Mântuitor al lumii și că a fost întrupat în Fecioara Maria prin intervenția Duhului Sfânt și a cărui moarte este o jertfă umană plăcută lui Dumnezeu. Pentru că este o Biserică non-trinitară, care respinge doctrina Sfintei Treimi, adică este unitaristă, în La Luz del Mundo se botează "în numele lui Isus Hristos" și nu "în numele Tatălui, al Fiului și al Sfântului Duh".                              
Ea consideră că botezul cu apă este valabil numai în numele lui Isus Hristos și că este o confirmare că omul poate accesa Împărăția Cerurilor. Adepții ei cred că Biserica creată de Isus Hristos este pentru toate națiunile și pentru toți cei chemați la mântuire, cred în a doua venire a lui Hristos, susțin că fiecare om are liber arbitru, inclusiv alegerea crezului religios. Ei cred în "știința ca un dar al lui Dumnezeu, a cărui cunoaștere trebuie să servească cele mai mari cauze ale omenirii" și afirmă că "impunerea anumitor stări civile, deposedarea de proprietate și atacarea integrității familiei contravin principiilor etice și morale".